# Paolo Federico di Meclemburgo-Schwerin
Paolo Federico di Meclemburgo-Schwerin (Ludwigslust, 15 settembre 1800 – Schwerin, 7 marzo 1842) è stato granduca di Meclemburgo-Schwerin dal 1837 fino alla sua morte.

## Biografia
Paolo Federico era figlio del granduca ereditario Federico Ludovico di Meclemburgo-Schwerin e della granduchessa Elena Pavlovna Romanova (1784-1803).
Paolo Federico venne educato a Ginevra, all'Università di Jena ed all'Università di Rostock. Divenne erede al trono di Meclemburgo-Schwerin nel 1819, alla morte del padre.
Nel 1837 succedette al nonno, il granduca Federico Francesco I. Il suo regno vide un notevole progresso nelle infrastrutture statali e nel sistema giudiziario, nonché lo spostamento della capitale da Ludwigslust a Schwerin e la conseguente ristrutturazione del castello locale per accogliervi i nuovi ambienti amministrativi.
Paolo Federico morì nel 1842, a causa di una polmonite, pochi mesi dopo il completamento del castello di Schwerin.

## Matrimonio ed eredi
Paolo Federico sposò la principessa Alessandrina di Prussia, figlia di Federico Guglielmo III di Prussia, a Berlino, il 25 maggio 1822. Ebbero due figli maschi e quattro femmine:
- Federico Francesco II di Meclemburgo-Schwerin (1823-1883)
- Luisa (1824–1859), sposò il principe Ugo di Windisch-Grätz
- Guglielmo (1827-1879), sposò la principessa Alessandrina di Prussia, figlia del principe Alberto di Prussia
- Elena (1829–1836)
- Maria Alessandrina (1831–1836)
- Paolina (1833–1894); morì nubile

Paolo Federico ebbe anche dei figli dalla sua amante, la contessa Catarina van Hauke, figlia di Johann Mauritz Hauke:
- Caterina (1830–1834)
- Paolo Federico (1832–1903), sposò la contessa Maria Anna van Nieppell ed ebbe discendenza
- Alessandro (nato e morto 1833)
- Elena Caterina (1835–1915), morì nubile

## Albero genealogico
|                                               |                      |                                              | Genitori                                                |  |  | Nonni |  |  | Bisnonni                      |  |  | Trisnonni                                     |  |
|                                               |                      |                                              |                                                         |  |  |       |  |  | Luigi di Meclemburgo-Schwerin |  |  | Cristiano Ludovico II di Meclemburgo-Schwerin |  |
|                                               |                      |                                              |                                                         |  |  |       |  |  | Luigi di Meclemburgo-Schwerin |  |  | Cristiano Ludovico II di Meclemburgo-Schwerin |  |
|                                               |                      | Gustava Carolina di Meclemburgo-Strelitz     |                                                         |  |  |       |  |  | Luigi di Meclemburgo-Schwerin |  |  |                                               |  |
| Federico Francesco I di Meclemburgo-Schwerin  |                      |                                              |                                                         |  |  |       |  |  | Luigi di Meclemburgo-Schwerin |  |  |                                               |  |
|                                               |                      | Carlotta Sofia di Sassonia-Coburgo-Saalfeld  | Francesco Giosea di Sassonia-Coburgo-Saalfeld           |  |  |       |  |  |                               |  |  |                                               |  |
|                                               |                      | Carlotta Sofia di Sassonia-Coburgo-Saalfeld  | Francesco Giosea di Sassonia-Coburgo-Saalfeld           |  |  |       |  |  |                               |  |  |                                               |  |
|                                               |                      | Carlotta Sofia di Sassonia-Coburgo-Saalfeld  | Anna Sofia di Schwarzburg-Rudolstadt                    |  |  |       |  |  |                               |  |  |                                               |  |
| Federico Ludovico di Meclemburgo-Schwerin     |                      | Carlotta Sofia di Sassonia-Coburgo-Saalfeld  |                                                         |  |  |       |  |  |                               |  |  |                                               |  |
|                                               |                      | Giovanni Augusto di Sassonia-Gotha-Altenburg | Federico II di Sassonia-Gotha-Altenburg                 |  |  |       |  |  |                               |  |  |                                               |  |
|                                               |                      | Giovanni Augusto di Sassonia-Gotha-Altenburg | Federico II di Sassonia-Gotha-Altenburg                 |  |  |       |  |  |                               |  |  |                                               |  |
|                                               |                      | Giovanni Augusto di Sassonia-Gotha-Altenburg | Maddalena Augusta di Anhalt-Zerbst                      |  |  |       |  |  |                               |  |  |                                               |  |
| Luisa di Sassonia-Gotha-Altenburg (1756-1808) |                      | Giovanni Augusto di Sassonia-Gotha-Altenburg |                                                         |  |  |       |  |  |                               |  |  |                                               |  |
|                                               |                      | Luisa di Reuss-Schleiz                       | Enrico I di Reuss-Schleiz                               |  |  |       |  |  |                               |  |  |                                               |  |
|                                               |                      | Luisa di Reuss-Schleiz                       | Enrico I di Reuss-Schleiz                               |  |  |       |  |  |                               |  |  |                                               |  |
|                                               |                      | Luisa di Reuss-Schleiz                       | Giuliana Dorotea Luisa di Löwenstein-Wertheim-Virneburg |  |  |       |  |  |                               |  |  |                                               |  |
| Paolo Federico di Meclemburgo-Schwerin        |                      | Luisa di Reuss-Schleiz                       |                                                         |  |  |       |  |  |                               |  |  |                                               |  |
|                                               | Pietro III di Russia | Carlo Federico di Holstein-Gottorp           |                                                         |  |  |       |  |  |                               |  |  |                                               |  |
|                                               | Pietro III di Russia | Carlo Federico di Holstein-Gottorp           |                                                         |  |  |       |  |  |                               |  |  |                                               |  |
|                                               | Pietro III di Russia | Anna Petrovna Romanova                       |                                                         |  |  |       |  |  |                               |  |  |                                               |  |
| Paolo I di Russia                             | Pietro III di Russia |                                              |                                                         |  |  |       |  |  |                               |  |  |                                               |  |
|                                               |                      | Caterina II di Russia                        | Cristiano Augusto di Anhalt-Zerbst                      |  |  |       |  |  |                               |  |  |                                               |  |
|                                               |                      | Caterina II di Russia                        | Cristiano Augusto di Anhalt-Zerbst                      |  |  |       |  |  |                               |  |  |                                               |  |
|                                               |                      | Caterina II di Russia                        | Giovanna di Holstein-Gottorp                            |  |  |       |  |  |                               |  |  |                                               |  |
| Elena Pavlovna Romanova                       |                      | Caterina II di Russia                        |                                                         |  |  |       |  |  |                               |  |  |                                               |  |
|                                               |                      | Federico II Eugenio di Württemberg           | Carlo I Alessandro di Württemberg                       |  |  |       |  |  |                               |  |  |                                               |  |
|                                               |                      | Federico II Eugenio di Württemberg           | Carlo I Alessandro di Württemberg                       |  |  |       |  |  |                               |  |  |                                               |  |
|                                               |                      | Federico II Eugenio di Württemberg           | Maria Augusta di Thurn und Taxis                        |  |  |       |  |  |                               |  |  |                                               |  |
| Sofia Dorotea di Württemberg                  |                      | Federico II Eugenio di Württemberg           |                                                         |  |  |       |  |  |                               |  |  |                                               |  |
|                                               |                      | Federica Dorotea di Brandeburgo-Schwedt      | Federico Guglielmo di Brandeburgo-Schwedt               |  |  |       |  |  |                               |  |  |                                               |  |
|                                               |                      | Federica Dorotea di Brandeburgo-Schwedt      | Federico Guglielmo di Brandeburgo-Schwedt               |  |  |       |  |  |                               |  |  |                                               |  |
|                                               |                      | Federica Dorotea di Brandeburgo-Schwedt      | Sofia Dorotea di Prussia                                |  |  |       |  |  |                               |  |  |                                               |  |
|                                               |                      | Federica Dorotea di Brandeburgo-Schwedt      |                                                         |  |  |       |  |  |                               |  |  |                                               |  |